# 唐饅頭
唐饅頭（とうまんじゅう）は、オーブン等を用いた焼き菓子の一種。同名で別の種類のものが、日本各地に存在する。

## カステラ生地タイプ
卵・小麦粉・砂糖・蜂蜜・水飴で作ったカステラ生地で餡を包んだ焼饅頭。たい焼きや今川焼きに似るが、基本的に円柱状の型を用い、オーブンで焼き上げるため生地のネットリとした触感が無く、カステラの様な触感が楽しめる。餡は白餡が多く、小豆餡やカスタードクリームなどもある。
今川焼きなどと違い、製造過程は多くがオートメーション化されており、全国各地の百貨店や商店街で工程を見せながら実演販売している事が多い。「名代唐饅頭」（東京）、「都まんじゅう」（高知、神奈川など）、「とうまん」（札幌）、「ロンドン焼」（京都）といった名称が名づけられている事が多い。

## 小麦粉・水飴・黒糖を用いたタイプ
愛媛県宇和島市と香川県観音寺市の郷土菓子。長崎県や佐賀県、愛知県に存在する一口香（佐賀県の物は逸口香と書く）とほぼ同じ製法である。
小麦粉と水飴を練った生地で黒砂糖（白砂糖の場合もあり）の餡（飴）を包んであり、底部にゴマをふったものをオーブンで焼き上げたものである。愛媛県の物は餡に柚子の風味を効かせた白砂糖の物も作られている。
宇和島市の唐饅頭は扁平で薄く固い生地で作られる。食べるときに軽く炙ることもある。宇和島市のえんま祭などではひょうたんの形をした唐饅頭や50cm以上の唐饅頭も売られていた。「唐饅頭」という名称の起源は不明だが、宇和島伊達藩の文献によると江戸まで運んだと記載され古くからこの地方では唐饅頭と呼ばれている。また、香川県観音寺市の物は、地元の菓子職人が長崎に出向いてオランダ人から製法を持ち帰った物とされている。

## その他のタイプ
広島県世羅郡世羅町にも唐饅頭が存在している。
小麦粉・水・砂糖で練った生地で白餡を包んだ物をオーブンで焼き上げてあり、出来上がった饅頭は皮が固いが、日が経つにつれ柔らかくなるのが特徴。
これは空海が中国から伝えた菓子を改良したのが始まりとされている。